# Eurysthenes (Sohn des Aigyptos)
Eurysthenes (altgriechisch Εὐρυσθένης Eurysthénēs) ist in der griechischen Mythologie einer der 50 Söhne des Aigyptos, des Zwillingsbruders von Danaos, und zählt daher zu den Aigyptiaden. 
Laut der schlecht überlieferten, unvollständigen Liste mit 47 von 50 Danaidenpaarungen in den Fabulae des Hyginus Mythographus wurde er von seiner Gemahlin Monuste in der Hochzeitsnacht getötet.
Bernhard Bunte schlug vor, statt Monuste den in der Bibliotheke des Apollodor überlieferten Namen der Danaide Mnestra einzusetzen. In der Bibliotheke des Apollodor wurde Mnestra mit Aigios vermählt.